# Pseudepipona kelidoptera
Pseudepipona kelidoptera är en stekelart som först beskrevs av Kohl.  Pseudepipona kelidoptera ingår i släktet Pseudepipona och familjen Eumenidae. Inga underarter finns listade i Catalogue of Life.